# Kantongerecht Zwolle

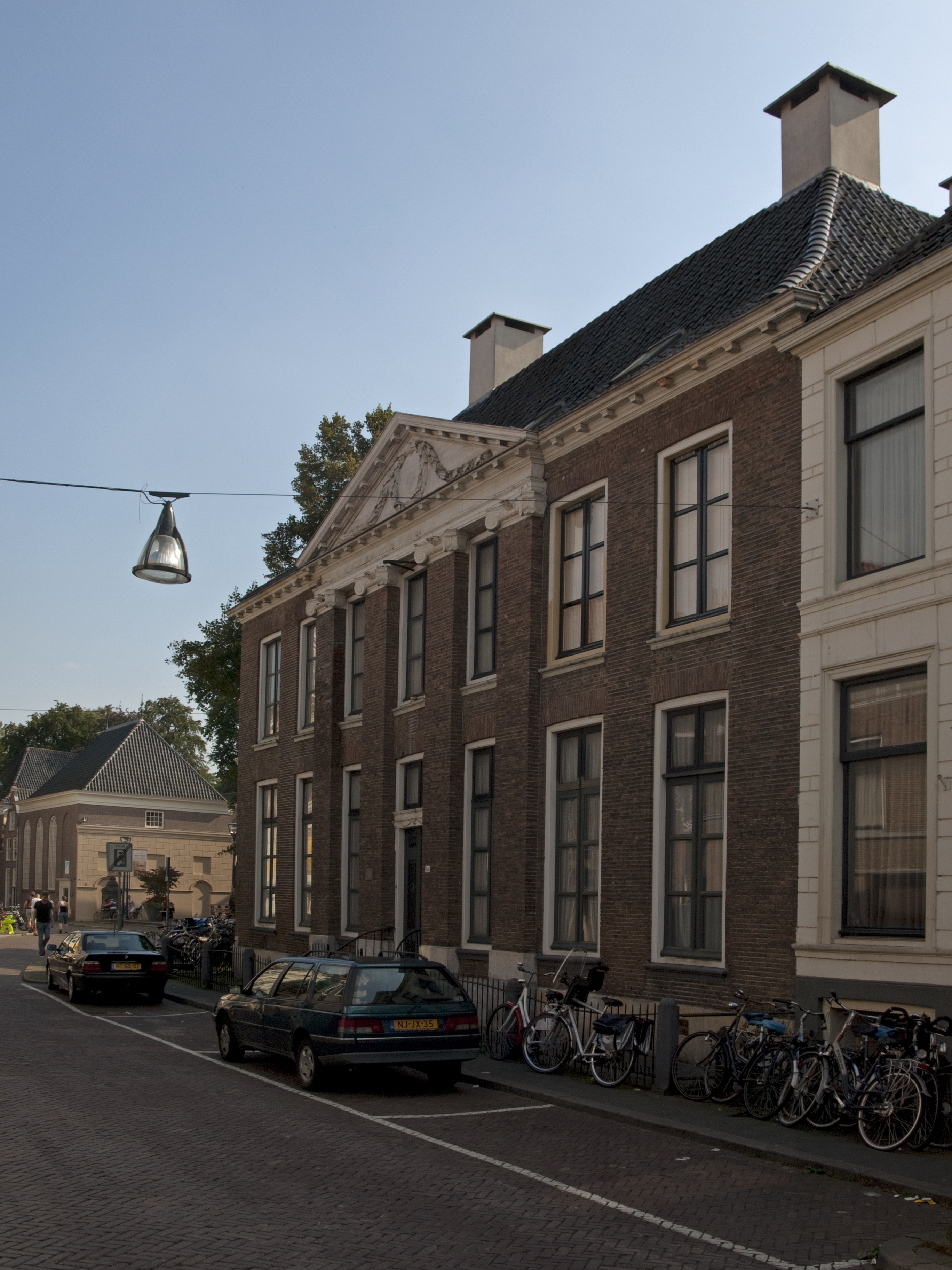
Het gebouw aan de Blijmarkt

Het kantongerecht Zwolle was van 1838 tot 2002 een van de kantongerechten in Nederland. Aanvankelijk was het gerecht met de rechtbank en het provinciaal hof gevestigd in het paleis van justitie aan de Blijmarkt. Later kreeg het een eigen gebouw in het Van Haersoltehuis, ook aan de Blijmarkt. In 1977 trok het gerecht weer in bij de rechtbank, nu aan de Luttenbergstraat.